# Кудрин, Иван Иванович
Иван Иванович Кудрин (1845—1913) — художник-мозаичист, почётный вольный общник Императорской Академии художеств.

## Биография
Вольноприходящий ученик Императорской Академии художеств (1862—1869). Получил медали Академии художеств: две малые серебряные медали (1865) за этюд  и (1867) за рисунок; большую серебряную (1868). Присвоено звание учителя рисования (1869). Звание неклассного художника за картину «Купец, пьющий чай».
С 1870 года — ученик мозаичного отделения Академии художеств. Звание младшего художника-мозаичиста (1876), классного художника 3-й степени по мозаике (1877), классного художника 2-й степени (1878), классного художника 1-й степени (1879). Звание почётного вольного общника Академии художеств (1882). Старший художник-мозаичист (с 1885), смотритель магазина смальт (с 1901).
Н. К. Рерих готовится под руководством Кудрина к экзамену в Академию художеств (1893).
Уволен на пенсию (1901), но спустя год приглашен для работы «по вольному найму» для набора мозаики «Архангел Гавриил» для царских врат главного иконостаса Исаакиевского собора.
Из живописных работ Кудрина на академических выставках находились: «Этюд старушки» (1867), «Портрет г. N» (1869). Из мозаичных работ известен этюд «Голова Христа».
Скончался 14 (27) мая 1913 года в Петергофе.